# Konrad Hejna
Konrad Hejna (ur. 22 listopada 1917 w Wilchwach, zm. 3 marca 2009 w Oshawie, Kanada) – strzelec pancerny Polskich Sił Zbrojnych, uczestnik m.in. kampanii wrześniowej, walk o Monte Cassino, Ankonę i Bolonię. Kawaler Orderu Virtuti Militari.

## Życiorys
Urodził się 22 listopada 1917 we wsi Wilchwy (obecnie dzielnica Wodzisławia Śląskiego) w rodzinie Wincentego i Joanny Hejnów. Od najmłodszych lat działał w drużynie harcerskiej z Wilchw.
1 września 1939 stawił się w koszarach 5 batalionu pancernego w Krakowie. We wrześniu 1939 uczestniczył w walkach z Niemcami, a następnie z Armią Czerwoną. 19 września dostał się do niewoli radzieckiej. W latach 1939–1941 przebywał w niewoli m.in. w Starobielsku i na Syberii.
W 1941 dołączył do tworzonego Wojska Polskiego w ZSRR. Jako żołnierz 2. Korpusu Polskiego przeszedł szlak bojowy od Iraku przez Afrykę po Włochy. Służył w pułku 4 pancernym „Skorpion” i razem z nim walczył pod Monte Cassino.
Za szczególne zasługi w bitwie o Monte Cassino został odznaczony orderem Virtuti Militari. Uczestniczył w całej kampanii włoskiej w tym m.in. w bitwach o Ankonę i o Bolonię.
Po zakończeniu II wojny światowej uczestniczył w okupacji Włoch. W 1947 zamieszkał w Kanadzie. Był członkiem Stowarzyszenia Weteranów Armii Polskiej (kół w Toronto i Oshawie). Zmarł 3 marca 2009 w Oshawie i został pochowany na Resurrection Catholic Cemetery w Whitby.

## Ordery i odznaczenia
Jest jednym z dwóch (obok Stanisława Czermaka) żołnierzy z terenu ziemi wodzisławskiej odznaczonych orderem Virtuti Militari za bitwę o Monte Cassino. Przyznane odznaczenia:
- Krzyż Srebrny Orderu Wojskowego Virtuti Militari
- Krzyż Walecznych
- Krzyż Zasługi z Mieczami
- Krzyż Pamiątkowy Monte Cassino
- Krzyż Kampanii Wrześniowej
- Krzyż Czynu Bojowego Polskich Sił Zbrojnych na Zachodzie
- Africa Star
- Italy Star
- 1939–1945 Star
- War Medal 1939–1945